# Claudia Roden
Claudia Roden, de soltera Claudia Douek (El Cairo, 1936), es una escritora de libros de cocina y antropóloga cultural británica, conocida como autora de libros de cocina de Oriente Medio, entre ellos A Book of Middle Eastern Food, The New Book of Middle Eastern Food  y Arabesque—Sumptuous Food from Morocco, Turkey and Lebanon.

## Biografía
Nació en 1936 en el Cairo, Egipto, hija de Cesar Elie Douek y Nelly Sassoon. Ambos pertenecían a familias de comerciantes sirio-judíos, y ella creció en Zamalek, un acomodado barrio del oeste del Cairo, con dos hermanos, Ellis Douek y Zaki Douek. Fue campeona nacional de natación en modalidad de espalda a la edad de 15 años.
En 1953 fue a estudiar a un internado en París, y después a Londres para estudiar en la Escuela de Arte de Saint Martin. En sus inicios como pintora, sus dibujos y obras eran un medio para evocar sus orígenes egipcios y su herencia cultural.
En 1957, tras la crisis del canal de Suez, a causa de la situación política, sus padres abandonaron Egipto y se instalaron en Londres. Fue entonces cuando nació su atracción por la cocina y empezó a recopilar y rescatar recetas familiares para preservarlas. 
Con el tiempo, este proyecto creció y se hizo más ambicioso, hasta el punto de visitar distintas embajadas en Londres y preguntar a comerciantes inmigrantes cuáles eran sus comidas favoritas, con el fin de seguir ampliando su compilación de recetas. Por la misma época, Roden descubrió en la British Library una traducción al francés de un libro de cocina árabe del siglo XIII y su curiosidad la llevó a probar las recetas y anotarlas. El resultado de todos esos años fue A Book of Middle Eastern Food.
Su carrera en el mundo gastronómico se impulsó con esta obra y empezó a trabajar como corresponsal gastronómica para The Daily Telegraph, medio con el que viajó a Italia para investigar su gastronomía. Más adelante, siguió ejerciendo como periodista culinaria para The Sunday Times Magazine y dirigió un programa de cocina en la BBC llamado Claudia Roden’s Mediterranean Cookery. A su vez, escribió numerosos artículos para revistas culinarias como Bon Appetit, Gourmet y Food and Wine, entre otras. Continuó escribiendo libros gastronómicos con un interés especial en la sociedad y en la historia con un trasfondo culinario. 
Es presidenta del The Oxford Symposium on Food and Cookery (OFS) y miembro honorario de la Escuela de Estudios Orientales y Africanos de la Universidad de Londres.
Roden había viajado a numerosos países para visitar las huellas de los judíos, sin embargo, durante muchos años, se resistió a visitar España: «Primero de todo, no fui por Franco. Después, seré sincera, fui como turista». Sucedió cuando su editor estadounidense le pidió que escribiera sobre la gastronomía española. Su extenso nuevo libro, The Food of Spain, tardó cinco años porque, según declaró, todos los días descubría algo nuevo. «Lo que me emocionó es que España no hubiera perdido sus platos regionales». El libro tiene 608 páginas, está ilustrado con fotografías de Jason Lowe y está prologado por Ferran Adrià.
En septiembre de 2021 se lanzó su último libro, Med: A Cookbook, una obra que reúne 120 recetas del Mediterráneo.

## Libros
- 1968: A Book of Middle Eastern Food, ISBN 978-0-394-71948-1
- 1970: A New Book of Middle Eastern Food, ISBN 978-0-14-046588-4
- 1981: Picnic: The Complete Guide to Outdoor Food, ISBN 978-0-14-046920-2
- 1981: Coffee, ISBN 978-1-85793-341-3
- 1986: Middle Eastern Cooking, ISBN 0-7445-0653-0
- 1987: Mediterranean Cookery, ISBN 978-0-14-027278-9
- 1990: The Food of Italy, ISBN 978-0-09-927325-7
- 1992: Claudia Roden's Invitation to Mediterranean Cooking: 150 Vegetarian and Seafood Recipes, ISBN 978-0-330-39169-6
- 1999: Coffee: A Connoisseur's Companion, ISBN 978-1-86205-283-3
- 1999: Tamarind and Saffron: Favourite Recipes from the Middle East, ISBN 978-0-14-046694-2
- 2000: The New Book of Middle Eastern Food, ISBN 0-375-40506-2
- 2001: Picnics: And Other Outdoor Feasts, ISBN 978-1-904943-17-4
- 2003: Claudia Roden's Foolproof Mediterranean Cooking, ISBN 978-0-563-53496-9
- 2003: Prólogo a Traditional Moroccan Cooking por Madame Guinaudeau, ISBN 1-897959-43-5
- 2004: The Arab-Israeli Cookbook: The Recipes, with Robin Soans, ISBN 978-0-9515877-5-1
- 2005: Arabesque - Sumptuous Food from Morocco, Turkey and Lebanon, ISBN 978-0-7181-4581-1
- 2006: Arabesque: A Taste of Morocco, Turkey, and Lebanon, ISBN 978-0-307-26498-5
- 2007: Simple Mediterranean Cookery, ISBN 978-0-563-49327-3
- 2011: The Food of Spain, ISBN 978-0-06-196962-1
- 2021: Med: A Cookbook, ISBN 1529108586